# Elaphoglossum norrisii
Elaphoglossum norrisii là một loài thực vật có mạch trong họ Lomariopsidaceae. Loài này được (Hook. f.) Bedd. mô tả khoa học đầu tiên năm 1870.